# Bacio eschimese

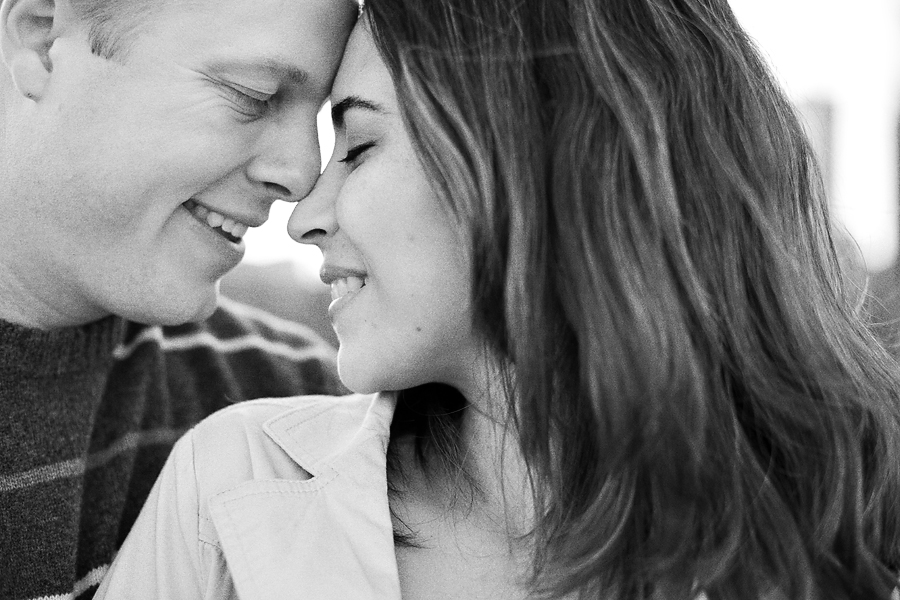
Esempio di bacio eschimese

Il bacio eschimese nella cultura occidentale moderna è l'atto di sfiorare e premere delicatamente la punta del proprio naso contro un altro, solitamente quello del proprio partner. È vagamente basato sul saluto tradizionale Inuit chiamato Kunik. È chiamato anche naso a naso o bacio malese.

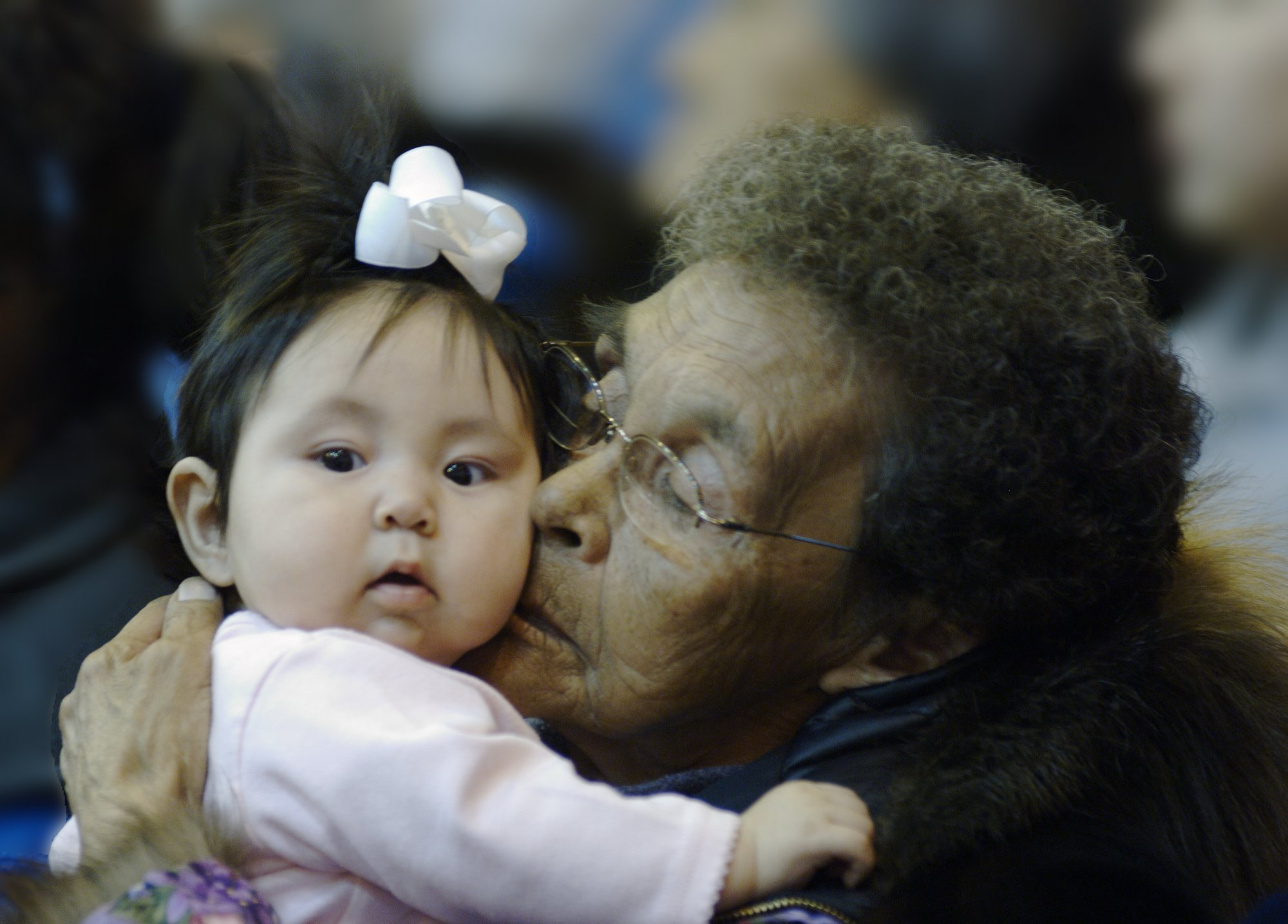
Esempio di Kunik

Il Kunik è un atto per esprimere affetto, solitamente tra familiari e cari, che consiste nella pressione del naso e del labbro superiore contro la pelle comunemente delle guance o della fronte di una persona e sospirare..
È considerato un atto d’amore e grande fiducia nei confronti della persona a cui si fa.